# Juraj Grác
Juraj Grác (8. července 1950 - 25. května 2025 Nitra) byl slovenský fotbalový obránce. Žil na Chrenové (městská část Nitry).

## Fotbalová kariéra
V československé lize hrál za AC Nitra. Nastoupil v 75 ligových utkáních. Dal 4 ligové góly.

### Prvoligová bilance
| Ročník                                     | Zápasy | Góly | Minuty | Klub     |
| ------------------------------------------ | ------ | ---- | ------ | -------- |
| 1. československá fotbalová liga 1972/1973 | 27     | 0    | 2 413  | AC Nitra |
| 1. československá fotbalová liga 1973/1974 | 23     | 0    | 2 067  | AC Nitra |
| 1. československá fotbalová liga 1974/1975 | 24     | 4    | 2 144  | AC Nitra |
| CELKEM                                     | 74     | 4    | 6 624  |          |